# Mylène Jampanoï
Pour les articles homonymes, voir Jam.
Mylène Jampanoï, de son vrai nom Lena Jam-Panoï, née le 12 juillet 1980 à Aix-en-Provence, (Bouches-du-Rhône), est une actrice et mannequin française.

## Biographie

### Jeunesse et débuts
Mylène Jampanoï nait d'une mère bretonne et d'un père boat-people vietnamien d'origine chinoise arrivé en France avec de faux-papiers sous le nom de Jam-Panoï. À l'âge de 3 ans, elle est abandonnée par son père, qui après avoir essayé de tuer sa mère, fuit la France et change de nom. Mylène n'a plus de relation avec lui. Elle connait une adolescence difficile mais saute deux classes, sa seconde et sa première, et obtient son bac à 17 ans en candidate libre[réf. souhaitée]. Elle s'inscrit en droit à la faculté d'Aix-en-Provence. En septembre 2001, elle envoie un CV à un agent qui lui propose plusieurs castings. Elle débute dans les saisons 7 et 8 de la série Sous le soleil. Avec l'argent de cette série, elle décide d'aller à Paris prendre des cours de théâtre. Elle fait la première année aux cours Florent et suit les classes de Steve Kalfa. 
En 2003, on lui propose ses premiers rôles au cinéma dans Les Rivières Pourpres 2 d'Olivier Dahan puis dans 36 Quai des Orfèvres d'Olivier Marchal.

### Vie privée
En juillet 2006, Mylène Jampanoï épouse l'acteur indien Milind Soman, rencontré sur le tournage de La Vallée des fleurs, à Goa. Ils divorcent en 2009[réf. nécessaire]. Elle est ensuite la compagne de l'acteur François Vincentelli. 
Le 5 juillet 2014, elle a un fils, Andrèas Vassily Stephanides, avec le distributeur et producteur Dimitri Stephanides (d).
En août 2014, à la suite de son rôle dans le film La Mante religieuse, elle se fait baptiser dans la religion catholique.

## Carrière

### 2004-2010
En 2004, elle fait une arrivée remarquée dans le cinéma français en participant à deux grosses productions : le thriller Les Rivières pourpres 2 : les Anges de l'Apocalypse et le polar 36 quai des Orfèvres, d'Olivier Marchal.
En 2005, elle fait partie de la large distribution du drame Cavalcade, de Steve Suissa.
L'année 2006 lui permet de confirmer : elle devient pour la première fois tête d'affiche avec une production canadienne, Les Filles du botaniste. Elle y tient le rôle de Li Min, une jeune femme vivant une relation lesbienne sous le régime de Mao. L'actrice est engagée sur ce film en dernière minute, les autorités chinoises ayant dissuadé le premier choix du réalisateur d'accepter le rôle. Dai Sijie, le cinéaste, ne veut initialement pas de Mylène Jampanoï, qui n'a alors « aucune notion » de la langue ou de la culture chinoise alors que le personnage est censé être culturellement métissé, mais leur collaboration se passe finalement bien. Faute d'autorisation en Chine, le film est finalement tourné  durant trois mois au Viêt Nam.
En 2006, elle fait sa première campagne de pub pour la marque Montblanc avec le photographe Peter Lindbergh.
Elle confirme au cinéma asiatique avec un autre rôle principal, celui du film La Vallée des fleurs, coproduction franco-indo-allemande qu'elle tourne durant quatre mois dans l'Himalaya et au Pakistan. Enfin, toujours la même année, elle est au casting du film expérimental Pleure en silence, de Gabriel Biggs.
En 2007, elle devient l'égérie des cosmétiques Dior Snow en Asie pour LVMH et voyage au Japon et en Corée du Sud pour représenter la marque. Elle y fait la couverture de magazines asiatiques. Elle interprète, en duo avec Alain Chamfort, la chanson La Décadanse, reprise de Serge Gainsbourg.

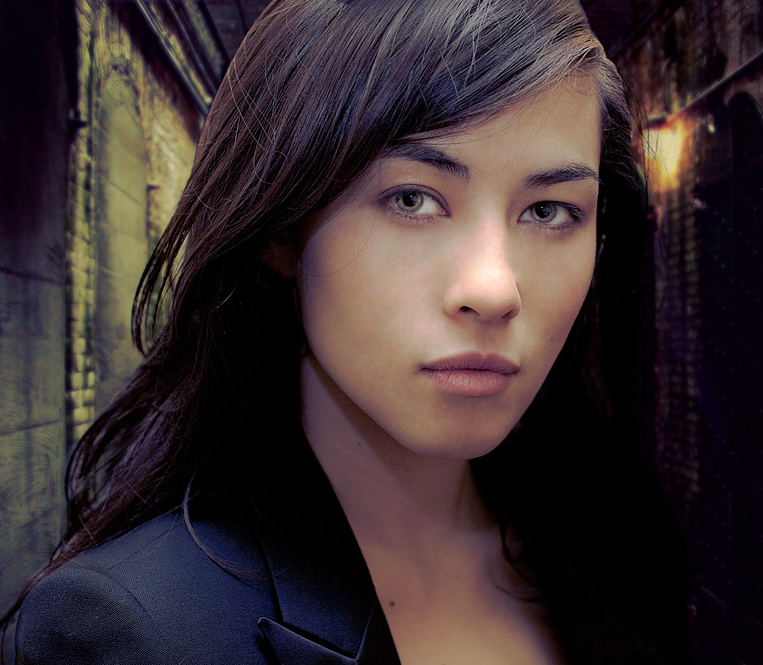
L'actrice en février 2009.

En 2008, elle fait un grand écart : elle est la tête d'affiche du film d'horreur Martyrs, de Pascal Laugier, tourné durant deux mois au Canada. À sa sortie, le long-métrage crée la polémique, échappant de peu à l'interdiction en France aux moins de 18 ans pour sa violence, l'interdiction aux moins de 16 ans étant finalement décidée.
En 2009, elle double Maître Vipère dans le blockbuster d'animation américain Kung Fu Panda. C'est Lucy Liu qui assure la voix originale Kung Fu Panda fait le tour du monde et se trouve sélectionné au Festival de Cannes. Mylene fait la montée des marches avec les acteurs français ainsi qu'Angelina Jolie et Brad Pitt. Elle revient à la télévision pour un second rôle dans le téléfilm Choisir d'aimer, écrit et réalisé par Rachid Hami, et porté par Leïla Bekhti.
La même année, elle fait partie du jury du festival de Deauville aux côtés du cinéaste français Jan Kounen, puis elle remet aux Césars le prix du meilleur chef opérateur.

### 2010-2014
En 2010, elle alterne de nouveau grosses productions et télévision : elle prête ses traits à la chanteuse Bambou pour les besoins du biopic Gainsbourg, vie héroïque, mis en scène par Joann Sfar. Et elle tient un petit rôle dans le film fantastique américain Au-delà, de Clint Eastwood. Enfin, elle est au casting du téléfilm La Peau de chagrin, d'Alain Berliner, d'après Honoré de Balzac. Elle y interprète la comtesse Feodora de Malicante, une comtesse mi-russe mi-française, froide, désinvolte, manipulatrice, joueuse et fragile. 
En 2011, elle fait un caméo dans le thriller international HH, Hitler à Hollywood, de Frédéric Sojcher et prête de nouveau sa voix pour Kung Fu Panda 2. Mais surtout, elle est l'héroïne d'une mini-série télévisée évènement diffusée pour Noël par France 2, Rani avec comme rôle principal masculin Jean Hugues Anglade. Elle y prête ses traits à Jolanne de Valcourt, une aristocrate française amenée à vivre dans les Indes françaises. Ce projet est écrit par l'auteur de bande dessinée Jean Van Hamme et réalisé par Arnaud Sélignac a été tourné en 2010 , et met en scène Jean-Hugues Anglade et Yaël Abecassis.
En 2012, elle fait partie de la distribution du drame franco-canadien Laurence Anyways, du jeune cinéaste québécois Xavier Dolan, son ami, rencontré au Canada six ans plus tôt dans Martyrs. Parallèlement, elle joue dans deux films / Clips réalisés par Joseph Cahill : True Love est diffusé par Canal+ et H man par Arte. Enfin, elle est l'égérie de la marque de lingerie Agent Provocateur pour la collection Printemps/Été 2012,,.
En 2013 l'actrice revient en tête d'affiche au cinéma avec le premier film de Natalie Saracco, La Mante religieuse, avec Marc Ruchmann et Mathilde Bisson,. Ce retour en tant que tête d'affiche au cinéma reste un événement isolé. Parallèlement en 2014 elle participe avec le comédien Mathieu Amalric à une série parodique sur les super-héros pour Arte, H-MAN, et se tourne vers l'écriture et la réalisation, cette même année elle perd sa mère et tombe enceinte .

### 2015-2021
Maman d'un petit garçon (Andreas Stephanides) en 2015, l'actrice prend son temps. Elle développe un projet d'écriture en 2016 pour le producteur Julien Madon et s'inscrit au concours de La Femis, section Scénario. Après quatre mois d'attente elle est prise en 2016. À cette même période pour payer son année elle est l'égérie Kookai Europe et Asie, tout en écrivant avec Sylvie Verheyde un projet de film nommé Dans tes yeux acheté par la productrice Bénédicte Couvreur (Tomboy)[réf. nécessaire].En 2016, elle livre son premier court-métrage Lena, centré sur la vie quotidienne d'une jolie adolescente parisienne, incarnée par Marilyn Lima. Le film sera accueilli dans plusieurs festivals de catégorie A, comme
Le festival Mk2 (présidé par Julie Gayet) ou encore le festival des Champs Élysées. Mylène réalise un second court (produit par William Wayolle et Sylvie Verheyde). Elle tente ensuite de développer un long-métrage, Les fauves chez Elia Films, mais le projet n'aboutit pas. En parallèle de son école elle participe à plusieurs épisodes du programme-court Addict, écrit, co-réalisé et joué par son amie Axelle Laffont pour Canal+. En 2017 elle joue dans la série à petit budget Kill Skills produit et joué par Virgile bramly mais fait aussi partie en 2018 du casting de la comédie potache Épouse-moi mon pote, première réalisation de Tarek Boudali ou elle fait une apparition. En 2018, elle tourne dans une comédie, Made in China, distribuée par Mars Film et TF1. Il s'agit d'un projet de l'humoriste Frédéric Chau, qui en tient le rôle, principal, Mylène joue la petite amie de l'acteur Medi Sadoun.
La même année en 2018 elle est diplômée en tant qu'auteur avec un Master en poche et signe le développement d'une série pour le groupe de production Federation. En 2019 elle écrit un long métrage pour la productrice Sandra Karim (qu'elle a rencontré sur Made in China).
En mai 2019, elle incarne Shihiro dans le film Madame Claude un film de Sylvie Verheyde avec Karole Rocher dans le rôle titre. Le film est tourné à Paris en mai 2019 et sort en 2021 sur Netflix. 
En 2020, elle incarne la femme de Hubert Avoine (Roschdy Zem) dans Enquête sur un scandale d'État du réalisateur Thierry de Peretti, aux côtés de Vincent Lindon, Roschdy Zem et Pio Marmaï. Le film sort en 2022. En 2021, avec le COVID, elle quitte Paris pour s’installer en Grèce, à Athènes, où elle crée un atelier de peinture que pour elle. Mylène dessinait un enfant pour s'extraire de la violence de son quotidien. En 2022, elle présente ses premières œuvres à la galerie Sobering à Paris, tout est vendu. En janvier 2022, elle tourne une série pour Didier Le Pêcheur avec son ami Medi Sadoun. Elle fera une apparition éclair dans la série de Cédric Klapisch. Elle explique qu’il n’avait pas de rôle pour elle et qui sont juste devenus amis en Grèce et qu’il l’a appelée pour passer faire une petite apparition. En juillet 2022, elle expose pour la première fois en Grèce et vend tout ses tableaux la première semaine après son vernissage. En septembre 2022, elle tourne avec le jeune réalisateur Louis Lagayette un long métrage financé par Mediawan, elle a un des rôles principaux.

## Filmographie

### Cinéma

#### Longs métrages
- 2004 : Les Rivières pourpres 2 : les Anges de l'Apocalypse d'Olivier Dahan : Pénélope
- 2004 : 36 quai des Orfèvres d'Olivier Marchal : Jade
- 2005 : Cavalcade de Steve Suissa : Soraya
- 2006 : Les Filles du botaniste de Dai Sijie : Min Li
- 2006 : La Vallée des fleurs (Valley of Flowers) de Pan Nalin : Ushna
- 2006 : Pleure en silence de Gabriel Biggs : Kristina
- 2008 : Martyrs de Pascal Laugier : Lucie
- 2008 : Kung Fu Panda de Mark Osborne et John Stevenson : Maître Vipère (voix)
- 2010 : Gainsbourg, vie héroïque de Joann Sfar : Bambou
- 2010 : Au-delà (Hereafter) de Clint Eastwood : Jasmine, une journaliste
- 2011 : HH, Hitler à Hollywood de Frédéric Sojcher : elle-même
- 2011 : Kung Fu Panda 2 de Jennifer Yuh Nelson : Maître Vipère (voix)
- 2011 : Clean Out de Barthélémy Grossmann : Inès
- 2012 : Laurence Anyways de Xavier Dolan : Fanny
- 2014 : La Mante religieuse de Natalie Saracco : Jézabel
- 2016 : Kung Fu Panda 3 d'Alessandro Carloni et Jennifer Yuh Nelson : Maître Vipère (voix)
- 2017 : Épouse-moi mon pote de Tarek Boudali : la femme du couple no 1
- 2019 : Made in China de Julien Abraham : Lisa
- 2021 : Madame Claude de Sylvie Verheyde : Yoshiro
- 2022 : Enquête sur un scandale d'État de Thierry de Peretti : Mylène Antoine
- 2025 : Carjackers de Kamel Guemra : Catherine Lang

#### Courts métrages
- 2009 : Cas ID de Matthieu Tribes : Anita
- 2012 : True Love de Joseph Cahill : Léo
- 2014 : Quelqu'un à tuer de Vanna Hong : Sarah Lonier

### Télévision

#### Séries télévisées
- 2001 - 2003 : Sous le soleil : Laetitia Valanski
- 2011 : Rani : Jolanne de Valcourt
- 2011 : Hard : Vanessa
- 2022 : Addict

#### Téléfilms
- 2001 : Le Détective : Contre-enquête de Dennis Berry : Angèle
- 2008 : Choisir d'aimer de Rachid Hami : Julie
- 2010 : La Peau de chagrin d'Alain Berliner : Fedora

### Doublage
- Karas (série d'animation) : Hinaru

## Distinction

### Nominations
- 2010 : Fangoria Chainsaw Awards de la meilleure actrice dans un second rôle dans un film d'horreur pour Martyrs (2008).